# Gole ruggenti
Gole ruggenti è un film del 1992 diretto da Pier Francesco Pingitore. La pellicola narra di un'ipotetica settimana di preparazione della più importante gara canora italiana, chiaramente ispirata al Festival di Sanremo sebbene non venga mai citato esplicitamente. Molti dei protagonisti, tra cui Pippo Franco, sono gli stessi comici del Bagaglino.

## Trama
Il conduttore Paolo Galli, incaricato di presentare un'importante gara canora, è costantemente sull'orlo d'una crisi di nervi, tra problemi familiari e lavorativi, che s'intrecciano con cantanti raccomandati da politici, presentatrici e vallette con amanti al seguito, capricci delle primedonne e strani giochi di potere del produttore esecutivo Panebianco.

### Cast
Alcuni cantanti in gara sono tali anche nella vita reale; tra questi un giovane Tony Tammaro, cantautore comico napoletano, che canta Patrizia, brano di successo tratto dall'album Prima cassetta di musica tamarra del 1989, Drago e I Coyotes, Freddy Copertone, Gianni Giannini e Jo Squillo.

## Personaggi
- Paolo Galli: interpretato da Pippo Franco. Presentatore del Festival, alle prese con le prove dei concorrenti in gara. Disilluso, sconfortato nonché restio a presentare un evento pieno di cantati e personaggi raccomandati da politici e imprenditori, in forte contrasto con il direttore di produzione Arturo Panebianco e l'autore Mazza, che cercano più volte di convincerlo a salire sul palco per portare avanti il lavoro. È sposato con una figlia, e nel film viene lasciato intendere che la moglie lo tradisca.
- Arturo Panebianco: interpretato da Maurizio Mattioli. Responsabile della produzione del Festival. Corrotto, approfittatore e intrallaziere, sembra abbia stabilito già il vincitore del festival e la classifica finale favorendo un giro di tangenti tra le case discografiche e la produzione dell'evento. Da quel che si evince ha avuto già problemi con la legge in passato.
- Mazza: interpretato da Gianfranco Barra. Autore e assistente di Paolo. Esattamente come questi è consapevole del forte giro di corruzione che c'è dietro al Festival. Nonostante ciò cerca di svolgere il suo lavoro con professionalità
- Colasanti: interpretato da Stefano Antonucci. Responsabile della RAI, non meno intrallaziere di Panebianco. Nel corso del film ha un ruolo marginale ma sembra proporre alcuni nomi da inserire nell'evento per ragioni di raccomandazioni.
- Gianni, il regista: interpretato da Toni Ucci. Si occupa della regia televisiva del Festival. Cerca, seppur senza successo, di imporre le sue direttive spesso in contrasto con le decisioni di Paolo. Prende due milioni di lire al mese.
- Alberto De Marchi: interpretato da Pier Maria Cecchini. Detto "Marchetta", produttore discografico di Pat Rubino e Luca Pappacena, ha pagato una tangente da 100 milioni ad Arturo Panebianco per garantirsi la vittoria del Festival.
- Pizzefichi: interpretato da Martufello. È un comico di provincia dal forte accento cicolano che fa irruzione sul palco del Festival nel tentativo di diventare il personaggio comico dell'evento.
- Kusterman: interpretato da Maurizio Mauri. Produttore discografico napoletano, agente di Drago e I Coyotes.
- Pat Rubino: interpretata da Jo Squillo. Cantante che partecipa al festival con il brano Timido che si scoprirà essere un brano già pubblicato, e quindi non inedito. Viene così squalificata, ma decide per ripicca di cantare per l'ultima volta la canzone in conferenza stampa, durante la quale si spoglia dei vestiti, restando nuda davanti ai fotografi.
- Alida Spaga: interpretato da Pamela Prati. Presentatrice "super-raccomandata" da un tale "ingegnere". Incapace e analfabeta, comprende con difficoltà i termini presenti sulla scaletta e travisa più volte il significato di molte parole. E' seguita dal suo lookmaker Maurice.
- Fabio Mieli: interpretato da Massimo Guelfi. Presentatore completamente inesperto ed effemminato, eccentrico nell'outfit e nello hair look. La sua totale incapacità nel condurre una trasmissione si evince nelle parole di Panebianco che dirà di lui: "Fabio Mieli è un disastro, può presentare al massimo 'a festa da' cerasa a Palombara Sabina".
- Pezza: interpretato da Antonello Piroso. Giornalista che sta conducendo un'indagine sulle tangenti e gli affari sporchi che ruotano dietro al Festival. Entra in possesso della classifica finale firmata da Arturo Panebianco.

## Critica
Il Corriere della Sera ne ha sottolineato la «comicità grossolana», MyMovies ha riconosciuto chiari intenti satirici al Festival di Sanremo e FilmTV ha evidenziato la riproposizione filmica della solita comicità del Bagaglino.

## Curiosità
- Quando l'autore Castagnola dice a Paolo che uno dei cantanti è raccomandato "da quello che è anche amico tuo... è irpino!" il riferimento è a Ciriaco De Mita che era stato Presidente del Consiglio pochi anni prima dell'uscita del film.
- Il giornalista Pezza è interpretato da Antonello Piroso, che nella realtà è davvero giornalista e conduttore televisivo.
- Nella scena della conferenza stampa appaiono dei giovani Flavio Insinna e Gabriele Cirilli.
- Anche nella realtà, nel 1992 Jo Squillo è stata selezionata per partecipare al Festival di Sanremo ma poi è stata esclusa dalla manifestazione quando si scopre che la sua Me gusta il movimento non era un brano inedito.